# Małosenie
Małosenie (także: Małosanie, Małosań, Małoseń) – jezioro w starorzeczu Wisły w Dolinie Środkowej Wisły, w województwie mazowieckim o powierzchni ok. 1,5 ha, położone na granicy wsi Dziecinów (Łurzyce) i Radwanków Szlachecki (Kępa Radwankowska). Nie odpływa do Wisły.